# Scutellaria aurata
Scutellaria aurata là một loài thực vật có hoa trong họ Hoa môi. Loài này được Lem. miêu tả khoa học đầu tiên năm 1863.